# Nikolai Wladimirowitsch Gutowskoi
Nikolai Wladimirowitsch Gutowskoi (auch Gutowski) (russisch Николай Владимирович Гутовской (Гутовский); * 24. Januarjul. / 5. Februar 1876greg. in Nischni Nowgorod; † 12. Oktober 1933 in Tomsk) war ein russischer Metallkundler, Metallurg und Hochschullehrer.

## Leben
Gutowskois Vater arbeitete nach dem Studium am St. Petersburger Technologie-Institut in Nischni Nowgorod, wo er Mechaniker des Gouvernements Nischni Nowgorod und Dampfkesselexperte wurde. Gutowskoi absolvierte das Nischni Nowgoroder Adelsinstitut Alexanders II. und studierte von 1895 bis 1902 am St. Petersburger Technologie-Institut in der Mechanik-Abteilung mit Abschluss als Ingenieur-Technologe.  Darauf arbeitete er bei der Jekaterinburger Eisenbahn als Elektroingenieur.
1903 begann Gutowskoi nach einer entsprechenden Einladung als Junior-Laborant in der mechanischen Werkstatt des Tomsker Technologie-Instituts (TTI) zu arbeiten, die von Tichon Iwanowitsch Tichonow geleitet wurde. 1904 und 1905 wurde Gutowskoi in russische Hüttenwerke geschickt, um die dortigen Produktionsprozessabläufe kennenzulernen. Ab 1906 wurde er im Verlaufe von drei Jahren zu Auslandsstudien insbesondere in Deutschland an der Technischen Hochschule Aachen abgeordnet. 1908 begann seine Lehrtätigkeit am TTI. 1909 verteidigte er in Aachen erfolgreich seine Dissertation über die Theorie des Schmelzens und des Aushärtens von Eisen-Kohlenstoff-Legierungen. Er nahm am International Congress for Applied Chemistry 1909 in London und 1912 in Washington teil.
Im Mittelpunkt der wissenschaftlichen Arbeit Gutowskois stand die Metallkunde. Er untersuchte weiter die Kristallisation und die Mikrostrukturausbildung der Eisen-Kohlenstoff-Legierungen, um Unklarheiten im Eisen-Kohlenstoff-Diagramm zu beseitigen.
1913 wurde Gutowskoi Berater der 1912 gegründeten französisch-deutsch-belgischen Aktiengesellschaft Kopikus (Kusnezker Steinkohlenbergbau), die das Monopol für den Steinkohlenbergbau in Sibirien hatte (Vorstandsvorsitzender Wladimir Trepow, Chefingenieur Iossif Fedorowitsch).
1914 wurde Gutowskoi Außerordentlicher Professor am TTI. Er untersuchte die Möglichkeiten für den Aufbau eines großen Stahlwerks in Sibirien und führte die vorbereitenden Arbeiten durch. Für den Bau des Werks wurde 1915 der Ort des späteren Nowokusnezk im Kusbass ausgewählt. Nach der Oktoberrevolution leitete Gutowskoi den Rat für die Entwicklung des Ural-Kusnezk-Metallurgie-Projekts. Für den Aufbau der metallurgischen Industrie in Sibirien konzentrierte sich Gutowskoi auf die Ausbildung von Metallurgen. 1921–1930 war er Rektor des TTI.
Im Januar 1929 beschlossen der Rat der Volkskommissare der UdSSR und der Rat für Arbeit und Verteidigung den Bau des Kusnezker Metallurgie-Kombinats. Im selben Jahr wurde auf Gutowskois Initiative im TTI das erste Schweißlaboratorium in Tomsk gegründet, das er dann bis 1930 leitete. Im 1928 gegründeten und von Wladimir Kusnezow geleiteten Physikalisch-Technischen Institut an der Staatlichen Universität Tomsk wurde 1929 die Forschungsabteilung für Metalle eingerichtet, die Gutowskoi leitete und aus der das Allunionsinstitut für Metalle entstand. 1930 wurde auf Basis der Abteilung Gutowskois das eigenständige Sibirische Forschungsinstitut für Metalle mit Gutowskoi als Direktor gegründet. 1931 gab es bereits sieben Laboratorien, ein Expertenbüro und eine mechanische Werkstatt. Es wurde das führende Forschungszentrum für Metallkunde, Metallurgie, Umformen und Schweißen in Sibirien und Fernost. Er lehrte weiter am Sibirischen Institut für Eisenmetalle, das 1930 aus der Aufteilung des TTI entstanden war. Als 1931 dieses Institut aus Tomsk nach Nowokusnezk verlegt wurde, lehrte er auch dort. Das Sibirische Forschungsinstitut für Metalle wurde 1935 nach Nowosibirsk verlegt.
Gutowskoi starb nach schwerer Krankheit. Sein Grab auf dem Tomsker Preobraschenskoje-Friedhof ist nicht erhalten.